# Resomia convoluta
Resomia convoluta is een hydroïdpoliep uit de familie Agalmatidae. De poliep komt uit het geslacht Resomia. Resomia convoluta werd in 1925 voor het eerst wetenschappelijk beschreven door Moser. 